# Эллинский спуск
Э́ллинский спуск — широкий лестничный проход в центральной части Сочи (Центральный микрорайон в Центральном районе города Сочи, Краснодарский край, Россия).

## Расположение
Пешеходный спуск от древней цитадели города к обширной пологой долине левого берега поймы реки Сочи, от улицы Орджоникидзе к улице Войкова, параллельно улице Москвина.

## История
Спуск образовался как дорога от ворот крепости форта Александрия к ремесленному посаду Сочи. Наряду с улицей Москвина, ведшей к морской пристани, Эллинский спуск является древнейшей улицей города. Наименование связано с самоназванием одного из народов — греков, проживавших в городе, подобно названию соседнего Турецкого оврага. В советское время переименован в Осоавиахимовский спуск. В настоящее время нет ни одного здания, значащихся почтовым адресом по спуску.

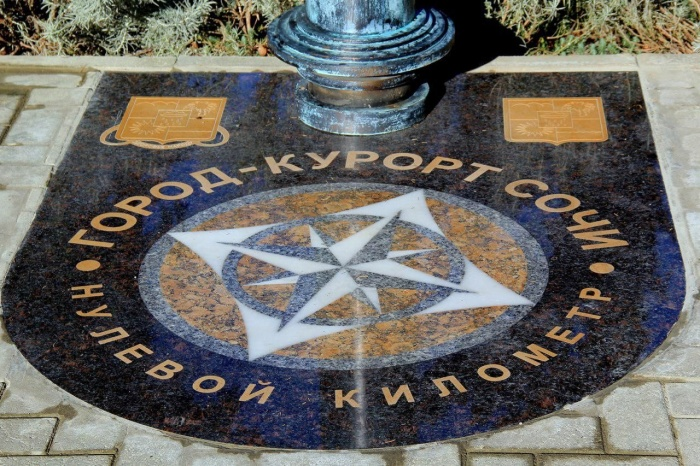
Нулевой километр Сочи — место закладки форта Александрия, с которого начинался город

Главной достопримечательностью Эллинского спуска является организованная в верхней точке лестницы мемориальная арт-галерея «Форт», на территории которой находится символический знак «Нулевой километр Сочи».
Памятный знак был установлен 28 декабря 2017 г.